# Cavo
Cavoはアメリカ合衆国のミズーリ州、セントルイス出身のハードロックバンド。そのサウンドと音楽性から、ポスト・グランジにカテゴライズされる。

## 経歴
2000年末、ギタリストのChris Hobbs・ベーシストのRyan Kemp・ドラマーのChad La Royはバンドのボーカルを探していた。親しい友人であるModern Day ZeroのScott GertkenとRich Criebaumらの支援で、3回のオーディションを経て、まだ無名であったCasey Walkerがボーカルに決まり、2001年の3月にはHollowとして活動を開始した。2001年末、Mike TomasをHollowのセカンドギタリストに迎えた。2001年には、Hollowは"Fallen"、"State of Mind"、"Unsung"の3曲をデモソングとして公開、2001年末にはバンドの名称をラテン語でHollowを意味するCavoへと変えている。
2002年、Cavoは最初のEPA Space to Fillをリリースする。このEPはScott GertkenとRich Criebaumがプロデュース、レコーディングとミキシングはミズーリ州フォーリテルにある彼らのトレーラースタジオでおこなわれ, Bullet 339 Recordsからリリースされた。CavoはModern Day Zeroとのライブを通してファン層を形成していく。シングルA Space to Fillの2曲はセントルイスのローカルラジオ局を通じて流され、"Say Again"はWVRVとKNSXが、KPNTは"Unsung"を取り上げた。
Cavoは次に4年後の2006年9月にフルアルバムThe Painful Art of Letting Goをリリース。同2006年中にWalkerがバンドから脱退したRyan Kempの代わりにベーシストのBrian Smithをバンドに招いた。

## メジャーデビュー
CavoはセカンドEPChampagneを2008年にリリースされ注目されるようになる。このEPの中でも「Champagne」は105.7 KPNTの目に止まり、放送されることになる。この"Champagne"の成功はCavoに演奏の機会を与えることになり、Stone Temple Pilotsのオープニングを飾った。このことがWarner Brothers Records代理人の目に止まり、2008年にCavoはニューヨークへ飛びWarnerそしてRepriseで演奏することになる。CavoのメジャーデビューアルバムBright Nights, Dark Daysは2009年8月11日にリリースされた。The NixonsのZac Maloyとノルウェーの作詞作曲チームEspionageが制作に参加、録音はDavid Bendethがプロデュースした。"Champagne"はBillboard Mainstream Rock Chartsで1位を獲得した。"Crash"はTommy Henriksen、Bobby Huff、Zac Maloyが制作したがこちらもHot Mainstream Rock Tracksで6位を獲得している。
2009年には"Let It Go"がトランスフォーマー/リベンジの主題歌に採用され、同作のサウンドトラックにも収録された。
2008年のCruefestにはHalestorm、Rev Theory、Red、Chevelle、Daughtry、Lifehouse、Shinedown、Sick Puppies、Rev Theory、The Veer Union、Framing Hanleyと共に参加した。
2010年にDaughtry、Lifehouseとのセカンドツアーを終えると、6月からBlack Sunshine、Shaman's Harvest、Atom Smash、Brookroyal、American Bangとツアーを開始。初のヘッドラインツアーとなる。
現在Cavoは次のアルバムの制作中であり、2012年1月のリリースを予定している。このアルバムには、すでにバンドのコンサートで演奏された"Last Day"、"Circles"、"Southern Smile"などの新曲も含まれる。

## メンバー
現在
- Chris Hobbs - guitar, backing vocals
- Chad La Roy - drums
- Brian Smith - bass, backing vocals
- Casey Walker - lead vocals

旧メンバー
- Mike Tomas -  lead guitar
- Ryan Kemp - bass

## ディスコグラフィー

### アルバム
- A Space to Fill EP (Bullet 339 Records, 2002)
- The Painful Art of Letting Go (Bullet 339, 2008)
- Champagne EP (Bullet 339, 2008)
- Bright Nights Dark Days (Reprise Records, 2009) 47位 US
- Crash Live EP (Reprise Records, 2010)
- Let It Go Acoustic EP (Reprise Records, 2010)

### シングル
| 年   | タイトル           | 最高順位 | 最高順位 | 最高順位 | 最高順位 | 最高順位 | アルバム                 |
| 年   | タイトル           | US       | US Main. | US Alt.  | US Rock  | US Adult | アルバム                 |
| ---- | ------------------ | -------- | -------- | -------- | -------- | -------- | ------------------------ |
| 2009 | "Champagne"        | 109[A]   | 1        | 22       | 8        | —        | Bright Nights, Dark Days |
| 2009 | "Crash"            | —        | 6        | 40       | 20       | —        | Bright Nights, Dark Days |
| 2010 | "Let It Go"        | —        | —        | —        | —        | 28       | Bright Nights, Dark Days |
| 2010 | "My Little Secret" | —        | —        | —        | —        | —        | Bright Nights, Dark Days |
| 2010 | "Blame"            | —        | —        | —        | —        | —        | Bright Nights, Dark Days |
| 2010 | "Cry Wolf"         | —        | —        | —        | —        | —        | Bright Nights, Dark Days |
| 2011 | "Thick as Thieves" | —        | —        | —        | —        | —        | TBA                      |

Notes
- A^ "Champagne"の最高順位はBillboard Hot 100にランクインしておらず、Bubbling Under Hot 100 Singles chartに掲載されている。

## 参照
1. ↑  http://www.stltoday.com/blogzone/the-blender/the-blender/2009/04/st-louis-rockers-cavo-toasting-success-with-champagne/
2. ↑  http://www.crazedhits.com/cavo-sign-to-warner-bros/
3. ↑  Cavo Readies Major Label Debut, Alternative Addiction.
4. ↑  Charts, Billboard.com
5. 1 2 3 4  “Billboard charts”.   Allmusic. 2012年7月15日閲覧。